# Kustwacht Caribisch Gebied
La Kustwacht Caribisch Gebied (KWCARIB) è la guardia costiera di Aruba, Curaçao, Sint Maarten e dei Paesi Bassi caraibici.

## Storia
Creata nel 1996 come guardia costiera autonoma per le Antille Olandesi e Aruba (NA&A CG - Nederlandse Antillen en Aruba Coast Guard), dalla dissoluzione delle Antille Olandesi avvenuta il 10 ottobre 2010, il nome è stato cambiato in Kustwacht voor het Koninkrijk der Nederlanden in het Caribisch Gebied (Guardia Costiera del Regno dei Paesi Bassi nell'area caraibica).

## Personale
Il personale è composto da circa 30 militari della Koninklijke Marine e circa 210 reclutati in loco. Il comandante della Koninklijke Marine nei Caraibi (CZMCARIB - Commandant der Zeemacht in het Caribisch Gebied) è sia il responsabile militare della regione che il direttore della Kustwacht Caribisch Gebied.

## Mezzi

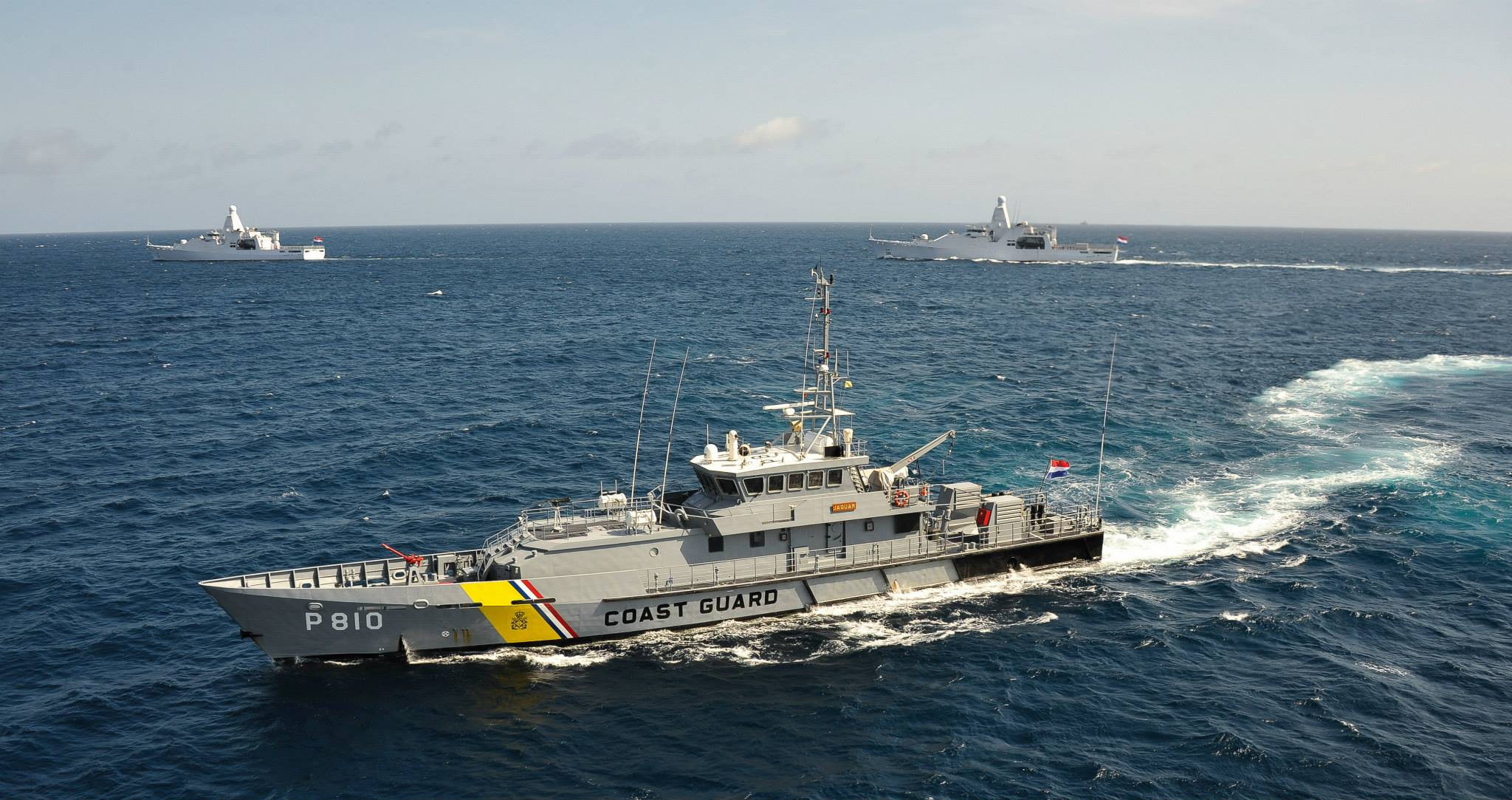
Il pattugliatore Jaguar

La KWCARIB ha due aerei da pattugliamento Bombardier Dash 8, due elicotteri AgustaWestland AW139, tre pattugliatori tipo Damen Stan Patrol 4120 (P810 Jaguar, P811 Panter e P812 Poema) e una serie di altre piccole unità tra le quali 12 Superrhib. Oltre ai propri mezzi, l'organizzazione può contare in caso di necessità dei mezzi aeronavali della Koninklijke Marine dislocati nei Caraibi olandesi.

## Organizzazione e struttura
Il comando e il RCC (rescue coordination centre) sono a Curaçao presso la Marinebasis Parera a Willemstad. La componente navale è di stanza ad Aruba (Marinierskazerne Savaneta presso San Nicolaas), Curaçao (Marinebasis Parera a Willemstad) e a Philipsburg nell'isola di Sint Maarten mentre la componente aerea è di stanza presso l'aeroporto di Hato sempre a Willemstad nell'isola di Curaçao.